# Jacques de Menditte
Pour les articles homonymes, voir Menditte.
Jacques de Berterèche de Menditte est un journaliste, écrivain et homme politique français, né le 29 décembre 1906 à Privezac et mort le 23 mai 1995 à Nice. 

## Biographie
Élu pour la première fois sénateur des Basses-Pyrénées le 8 décembre 1946, il est réélu le 7 novembre 1948, le 18 mai 1952 et le 18 juin 1958. À la fin de son mandat le 26 avril 1959, il ne se représenta pas.